# Nu Cancri
Nu Cancri (69 Cancri) é uma estrela na direção da constelação de Cancer. Possui uma ascensão reta de 09h 02m 44.27s e uma declinação de +24° 27′ 10.6″. Sua magnitude aparente é igual a 5.45. Considerando sua distância de 457 anos-luz em relação à Terra, sua magnitude absoluta é igual a −0.28. Pertence à classe espectral A0pSi.